# مونخ‌خایرخان
شهرستان مونخ‌خایرخان (به زبان مغولی: Мөнххайрхан сум، [Mönxxajrxan sum]؛ ᠮᠥᠩᠬᠡ ᠬᠠᠶᠢᠷᠬᠠᠨ ᠰᠤᠮᠤ، [möŋke qayirqan sumu]) یک شهرستان (سُوم) در مغولستان است که در استان خوفد واقع شده‌است. مونخ‌خایرخان ۲٬۵۵۴ کیلومتر مربع مساحت دارد.

## تقسیمات اداری
شهرستان مونخ‌خایرخان متشکل از ۴ قصبه (باغ) می‌باشد، شامل:
- آلاغ (مغولی: Алаг баг، [Alag bag]؛ ᠠᠯᠠᠭ ᠪᠠᠭ، [alaɣ baɣ])
- بورت (مغولی: Борт баг، [Bort bag]؛ ᠪᠣᠷᠤᠲᠤ ᠪᠠᠭ، [borutu baɣ])
- خاغ (مغولی: Хаг баг، [Xag bag]؛ ᠬᠠᠭ ᠪᠠᠭ، [qaɣ baɣ])
- سِنخِر (مغولی: Сэнхэр баг، [Senxer bag]؛ ᠰᠡᠩᠬᠡᠷ ᠪᠠᠭ، [seŋker baɣ])